# Ludwig-Meyn-Gymnasium

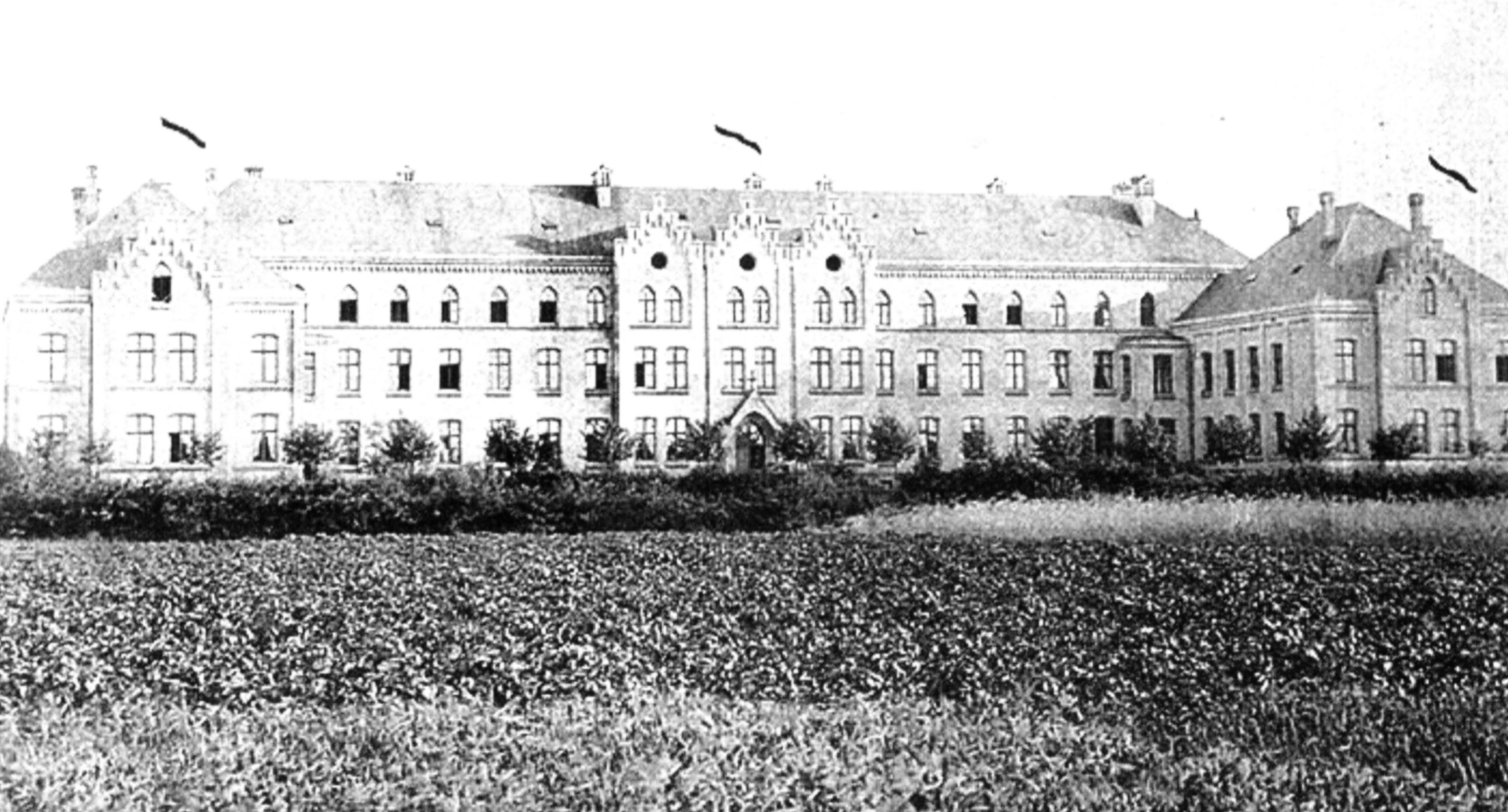
Die Schule als Königlich-Preußisches Seminar um 1884

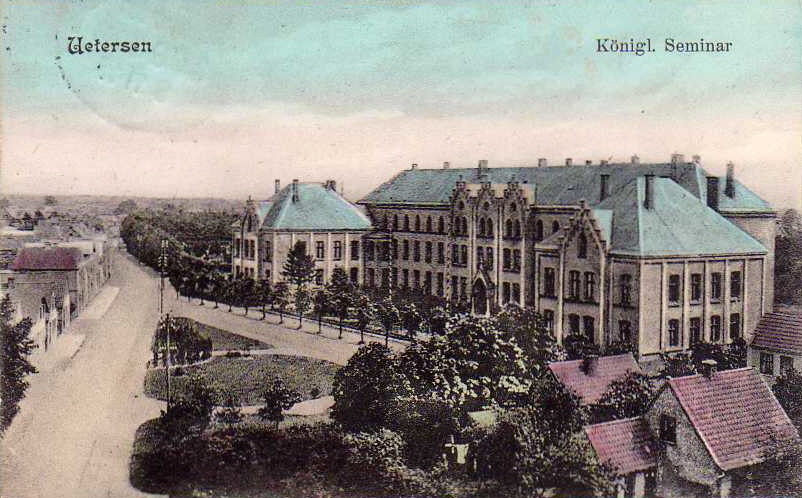
Die Schule als Königlich-Preußisches Seminar um 1905, hinten links die dazugehörige Präparandenanstalt

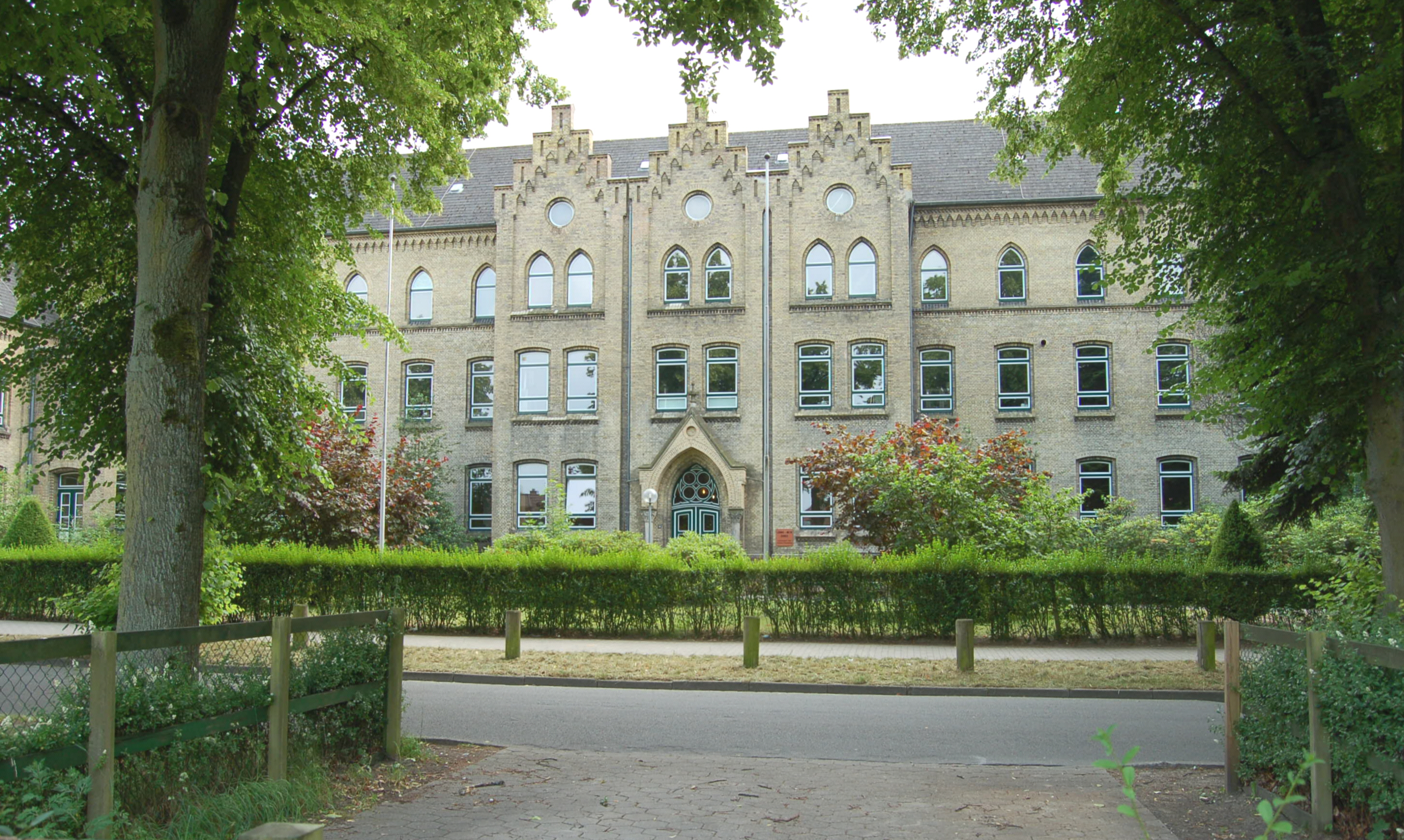
Die Schule heute (Teilansicht)

Das Ludwig-Meyn-Gymnasium (LMG) ist das Gymnasium der schleswig-holsteinischen Stadt Uetersen.
Das Gymnasium wurde 1923 als Internat für auswärtige Schüler eröffnet. Seinen Namen bekam es durch den deutschen Agrarwissenschaftler, Bodenkundler, Geologen, Journalisten und Mineralogen Ludwig Meyn. 2018 wurde es von etwa 1200 Schülern besucht, die von 97 Lehrern unterrichtet werden. In Folge eines Beschlusses der Schulkonferenz werden Schüler, die ab dem Sommer 2018 in die fünfte Klasse eingeschult werden, im neunjährigen Bildungsgang (G9) unterrichtet. Zuvor betrug seit 2008 die reguläre Schulzeit bis zum Abitur auf dem LMG acht Jahre (G8).

## Geschichte
Im Jahre 1873 wurde das erste preußische Lehrerseminar Schleswig-Holsteins in Uetersen gegründet. Dazu errichtete man 1877/78 nach Entwürfen des Berliner Architekten Gustav Knoblauch das heutige Hauptgebäude aus gelben Ziegelmauerwerk im Stil des Historismus mit gotischen Gestaltungsmerkmalen, dessen Vorderansicht streng symmetrisch ausgerichtet ist und der Mitteleingang und der mittlere Südflügel gestalterisch hervorgehoben wurde. 1923 wurde das Seminar wieder geschlossen und die Aufbauschule gegründet, aus der dann am 18. März 1929 das dritte Gymnasium im Kreis Pinneberg, die Ludwig-Meyn-Schule, hervorging. Das Internat, welches heute als Unterrichtsgebäude für die Oberstufe genutzt wird, wurde 1971 geschlossen. 1974 errichtete man eine Sporthalle, die drei Felder für sportliche Aktivitäten zur Verfügung stellt. Das heutige Unterstufengebäude an der Richthofenstraße wurde 1983 eingeweiht. 1998 fand die Einweihung des Anbaus am Oberstufengebäude statt, in dem sich auch die Computerräume befinden.
Von März 2008 bis Oktober 2009 wurden Sanierungsarbeiten für die 3000 m² große Dachfläche durchgeführt, nachdem gesundheitsschädliche Schimmelpilze gefunden worden waren. Auch in der Aula und dem darunterliegenden Lehrerzimmer wurde Hausschwamm festgestellt. Anfang 2010 starteten die Bauarbeiten für die Mensa der Ludwig-Meyn-Schule und der benachbarten Rosenstadtschule.
Im Jahr 2010 wurde der Name von Ludwig-Meyn-Schule in Ludwig-Meyn-Gymnasium geändert. Seit 1976 steht das Ludwig-Meyn-Gymnasium wegen seines besonderen architektonischen, historischen und städtebaulichen Wertes als Kulturdenkmal unter Denkmalschutz. Die Trägerschaft der Schule wurde 2011 vom Kreis Pinneberg an die Stadt Uetersen übergeben.
Der Namensgeber des Gymnasiums ist der Agrarwissenschaftler und Bodenkundler Ludwig Meyn (1828–1878). In Uetersen übernahm Meyn 1854 eine Sägemühle und gründete eine Fabrik für Bau- und Düngermittel.

## Lage
Das Ludwig-Meyn-Gymnasium liegt im Nordwesten der Stadt Uetersen an der Seminarstraße 10 und zählt zu den größten Gymnasien in Schleswig-Holstein. Der Einzugsbereich, in dem ca. 50.000 Menschen leben, umfasst die Orte Uetersen, Tornesch, Moorrege, Heidgraben, Heist, Groß Nordende und die Marschgemeinden Haselau, Haseldorf, Hetlingen und Neuendeich.

## Sprachenfolge
Die erste Fremdsprache, Englisch, wird ab der 5. Klasse unterrichtet. In der 7. Klasse kommt Französisch oder Latein hinzu. In der 8. Klasse kann die dritte Fremdsprache Französisch oder Latein als eine Alternative zu den Wahlpflichtkursen dazu gewählt werden. In der 10. Klasse kann zudem eine der drei Fremdsprachen durch Spanisch ersetzt werden.

## Profile
Der Unterricht in der Oberstufe wird in sogenannten Profilklassen gehalten.

## Angebote

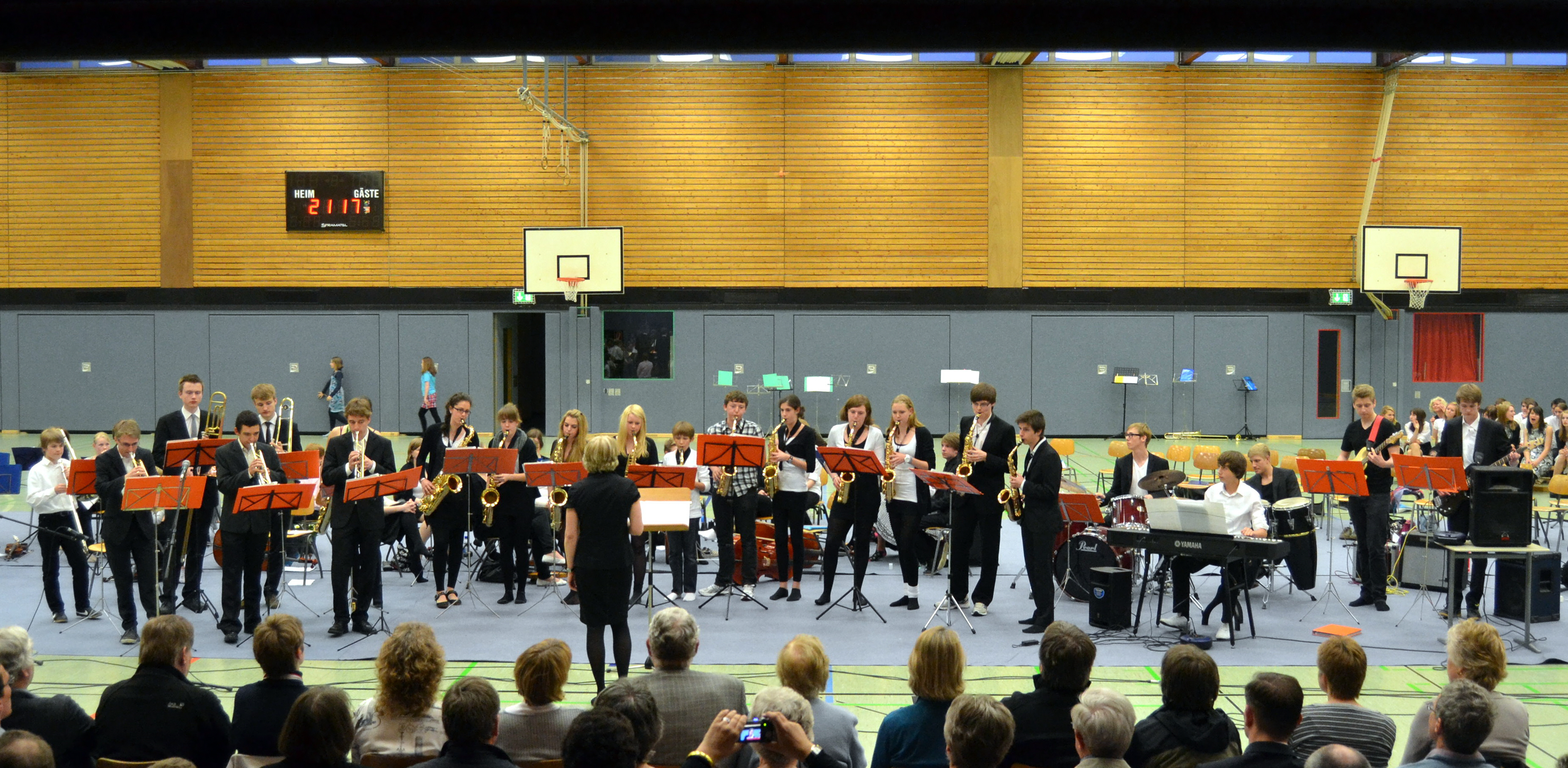
Die LMG Big Band beim Schulkonzert 2012

Am Ludwig-Meyn-Gymnasium werden verschiedene Aktivitäten, auch in Arbeitsgemeinschaften, angeboten. Sehr viele AGs haben musikalischen Hintergrund. An den Unterstufenchor für Schüler der 5. und 6. Klasse schließt sich der große Chor des LMG an; dort sind Sänger bis zum Abiturjahrgang vereint. Außerdem gibt es eine Blechbläsergruppe für Anfänger und Fortgeschrittene, eine Gitarren-AG und die Ludwig-Meyn-Band. Für Schüler der 5. bis 10. Klassen wird jahrgangsweise ein sogenannter Musikzweig angeboten, in dem auch Theorie gelehrt wird.
Im sportlichen Bereich wird Tanzen, Turnen, Badminton, Tischtennis, Volleyball, Uni-Hockey, Inline-Hockey und Fußball angeboten. Einige dieser Angebote finden zusammen mit der Rosenstadtschule Uetersen statt.
Kreatives Schreiben, eine Kunst-AG, das Unterstufentheater oder das große Theater kann besucht werden. Im wissenschaftlichen Bereich gibt es Jugend forscht und BioWISSENschaft, im allgemeinen Bereich eine Fairtrade-AG, die Streitschlichter, eine Aquariums-AG, Japanischunterricht, eine Schach-AG und eine Regionalgeschichte-AG. Als Medienangebote gibt es die MeYnungsFreiheit und die MeynInfo. Die Leitung übernehmen meistens Lehrer, seltener Schüler.
Nebst dieser Vielzahl angebotener Arbeitsgemeinschaften verfügt das LMG über drei sogenannte Schülerfirmen. Hierbei handelt es sich um von Schülern geführte Kleinunternehmen, in denen den freiwilligen Teilnehmern mannigfaltige betriebswirtschaftliche, aber auch organisatorische Kompetenzen vermittelt werden sollen. So agiert das Schülerteam von Young&Fair seit 2012 als Dienstleister für individuell bedruckte, fair gehandelte Textilien aus Bio-Baumwolle, während meynproduction sich auf Medienerzeugnisse, insbesondere die Produktion von Imagefilmen, spezialisiert hat. SchoolStuff betreibt einen Automaten am LMG, über den Schüler Schulbedarf und Snacks erwerben können.

## Erfolge
Im Jahr 2005 wurde das Ludwig-Meyn-Gymnasium zur Umweltschule in Europa gekürt. Nach zahlreichen Aktionen mit vielen Kursen oder auch mit der gesamten Schule zum Thema Umwelt, bewarb man sich als Umweltschule in Europa. Ein Projekt war der LMG-Zukunftswald, für den viele Klassen ihre Wandertage nutzten, um an der Krückau Bäume zu pflanzen und somit einen Beitrag für den Naturschutz zu leisten. Auch drei Abiturientenkurse arbeiteten an der Entwicklung des LMG-Zukunftswaldes mit, so dass dort mittlerweile 1100 standortgerechte Laubbäume stehen. Ziel der Maßnahme ist es, durch Initialpflanzungen die Naturwaldbildung auf der Brachfläche zu beschleunigen. Dadurch kann die Krückau wieder zu einem Waldbach werden, in dem das Wasser aufgrund der Filterwirkung des Waldes immer sauberer wird.
In den Jahren 2006 und 2007 wurde das Ludwig-Meyn-Gymnasium mit dem Prädikat Wir arbeiten im Netzwerk! ausgezeichnet, 2008, 2009 und 2010 mit dem Prädikat Wir setzen Impulse!, beides Auszeichnungen im Rahmen der Agenda 21, eines weltweiten entwicklungs- und umweltpolitischen Aktionsprogramms für das 21. Jahrhundert.
Auch im sportlichen Bereich konnte die Schule schon Erfolge verbuchen. Sie trat 2010 bei dem Crosslauf mit zahlreichen Läufern an und konnte sich Plätze in der Leistungsspitze sichern. Ebenso erfolgreich waren die Fußballerinnen des Gymnasiums. Dank ihrer Leistungen bei Jugend trainiert für Olympia (JtfO) waren sie im Bundesfinale in Berlin vertreten, bei dem sie den 11. Platz von 380 Mannschaften errangen. Ebenfalls im Rahmen des JtfO erreichten die Tischtennisspieler 2011 im Kampf um den Landesmeistertitel den achten von sechzehn Plätzen. 2019 nahm die Mannschaft des Gymnasiums erstmals beim Jugend trainiert für Olympia-Landesfinale im Judo teil und wurde Vize-Landesmeister. Den Ehrenpunkt für die Mannschaft errang Malte Zemlin.

## Kommunikation in der Schule
Um die Kommunikation innerhalb der Schule, wie im Schulprofil gefordert, zu verbessern und die Aktivitäten an der Schule sichtbar zu machen, wurde die Schülerzeitung Meyn Info ins Leben gerufen. Dieses erscheint seit August 2004 viermal jährlich, seit Oktober 2009 online. Zeitweise berichteten die Schülerzeitung MeYnungsFreiheit und der aus dieser hervorgegangene Podcast MeyNews aus Schülersicht über Aktuelles aus dem Schulalltag, inzwischen sind sie jedoch nicht mehr aktiv. Außerdem finden im Rahmen der Wahlpflichtkurse des achten und neunten Jahrgangs wechselnde journalistische Projekte statt, zum Beispiel die Online-Schülerzeitung Meyne Allgemeine, oder die Podcasts Meynungsfreiheit TV und UetersenTV.

## Bekannte Schüler
- Willy Bandholz (1912–1999), deutscher Feldhandballspieler
- Gerald Braun (* 1942), deutscher Professor für Wirtschaftspädagogik
- Heiner Bremer (* 1941), Journalist, Fernsehmoderator und ehemaliger Politiker (FDP)
- Detlef Bückmann (1927–2024), deutscher Zoologe, Forscher und Hochschullehrer
- Jürgen Detken (* 1940), Oberstaatsanwalt bei der Staatsanwaltschaft Hamburg
- Christian Frenzel (* 1963), deutscher Richter und Politiker (SPD).
- Vijessna Ferkic (* 1987), deutsche Schauspielerin
- Ludwig Frahm (1856–1936), deutscher Lehrer und niederdeutscher Autor
- Dennis Grabosch (* 1978), deutscher Schauspieler
- Stephanie Grebe (* 1987), deutsche Tischtennisspielerin und Teilnehmerin bei den Sommer-Paralympics 2012
- Christian Haacke (* 1976), deutscher Hörfunkmoderator
- Hans Harder, Professor für Musikerziehung an der Christian-Albrechts-Universität zu Kiel
- Berend Harms (* März 1939 in Bilsen), deutscher Politiker (SPD)
- Rainer Ute Harms (* 1940), deutscher Politiker (CDU)
- Hans-Heinrich Hatlapa (1920–2009), deutscher Unternehmer und Pionier des Naturschutzes
- Jürgen Hinrichs (1934–2023), deutscher Politiker und ehemaliger Landtagsabgeordneter (FDP)
- Andy Holm (Eigentlich: Andreas Holm) (* um 1960), deutsch-australischer Filmemacher, Komponist, Weltmusik und Didgeridoomusiker
- Rudolf Jürgens (1900–1937), deutscher Mathematiker, Physiker
- Daniel Kölbl (* 1993), deutscher Politiker (CDU), Mitglied des Bundestages
- Hans Jakob Kruse (1929–2014), deutscher Manager und Politiker (CDU)
- Nisse Lüneburg (* 1988), deutscher Springreiter
- Otto Meuthien, deutscher Organist und Kirchenmusiker
- Hans Friedrich Micheelsen (1902–1973), deutscher Kirchenmusiker und Komponist
- Gudrun Münster (* 1928), niederdeutsche Dichterin und Schriftstellerin
- Birgit Rabisch (* 1953), deutsche Schriftstellerin
- Matthias Riedl (* 1962), deutscher Arzt und Publizist
- Sören von Rönne (* 1962), deutscher Springreiter.
- Martin Schumacher (* 1945), deutscher Politiker (FDP)
- Hans Detlef Stäcker (1923–2003), deutscher Politiker und Rechtsanwalt
- Helmut Wandmaker (1916–2007), deutscher Offizier, Unternehmer und Buchautor
- Eberhard Wolff (* 1972), deutscher Berater und Autor zu Software Engineering und Softwarearchitektur

## Bekannte Lehrer
- Manfred Bock (1941–2010), deutscher Leichtathlet, Zehnkämpfer und Olympiateilnehmer bei den Olympischen Spielen 1960
- Eduard Clausnitzer (1870–1920), deutscher Theologe, Pädagoge und Schriftsteller
- Peter Ingwersen (1885–1958), Doktor der Philosophie, Autor, Seminaroberlehrer, Schul- und Oberregierungsrat
- Richard Kabisch (1868–1914), evangelischer Theologe, Pädagoge und Schriftsteller
- Carl Küke, deutscher Organist
- Hubertus Lehner (1907–2006), deutscher Maler, Schüler Otto Muellers
- Friedrich Ernst Peters (1890–1962), deutscher Schriftsteller
- August Hermann Rottgardt (1869–1969), deutscher Autor, Lehrer und Schulrat
- Hugo Willich (1859; † Unbekannt), deutscher Autor und Musiker
- Sönke Zankel (* 1973), deutscher Autor und Historiker[17]

## Direktoren
1. Julius Schmarje (1844–1902), deutscher Autor und Lehrer
2. Eduard Keetmann (1840–1910), deutscher Theologe, Pfarrer und Oberstudiendirektor
3. Robert Vent (1849–1902), deutscher Theologe
4. Richard Kabisch (1868–1914), evangelischer Theologe, Pädagoge und Schriftsteller.
5. Eduard Clausnitzer (1870–1920) war ein deutscher Pädagoge und Theologe.
6. Oskar Löber (* 1869; † Unbekannt), deutscher Autor, evangelischer Pfarrer, Theologe und Oberregierungsrat
7. Alfred Ursinus (1888–1966), deutscher Autor, evangelischer Theologe, Philosoph und Oberstudienrat
8. Bernhard Pein (1891–1970)
9. Hinrich Apfeld (1891–1981)
10. Dr. phil. Hans Gloyer (1893–1982) (kommissarisch im Zweiten Weltkrieg)
11. Walter Schadow (kommissarisch nach dem Zweiten Weltkrieg)
12. Walter Koppenhagen (1903–1979)
13. Christian Hülsen
14. Michael Lohmann
15. Peter Hormann (kommissarisch)
16. Alexej Stroh